# Bel Air
Bel Air, også stavet Bel-Air med bindestreg, er en bydel i den vestlige del af Los Angeles. Bydelen er Los Angeles rigeste og hjemsted for en række stjerner i underholdningsbranchen. Den dækker et areal på 16,5 km2 og blev grundlagt i 1923 af Alphonzo Bell.